# Jean-Louis Halpérin
 (août 2021).
Pour les articles homonymes, voir Halpérin.
Ne doit pas être confondu avec Jean-Louis Harouel.
Jean-Louis Halpérin, né le 30 octobre 1960 à Paris, est un historien du droit français.

## Biographie
Ancien élève de l'École normale supérieure (1979-1982) et après une thèse sur le Tribunal de cassation sous la Révolution française, il obtient l'agrégation d'histoire du droit (major du concours 1988).
Il a successivement enseigné à l'université Lyon-III et à l'université de Bourgogne, et a été membre senior de l'Institut universitaire de France d'octobre 2013à 2018. 
En 2003, il devient professeur à l'École normale supérieure et rejoint le Centre de Théorie et d'Analyse du Droit (UMR 7074, CNRS/Université Paris-Nanterre/ENS), fondé par Michel Troper en 1978, qu'il a ensuite dirigé de 2015 à 2023 et dont il est encore membre. Il a également dirigé, de 2006 à 2010, le département de sciences sociales de l'ENS. 
Il étudie particulièrement le droit comparé et l'histoire du droit de l'époque contemporaine (XVIIIe – XXe siècles). Ses travaux ont notamment porté sur le Code civil : c'est dans ce cadre qu'il est nommé en 2004 président du Comité Exposition pour le Bicentenaire du Code civil.
Il dirige, avec Pierre Bonin, la collection Histoire du droit des Éditions Classiques Garnier.
Revendiquant l'intérêt de la coexistence d'une pluralité d'histoires du droit, il affirme l'importance de concevoir "les sciences juridiques comme des sciences sociales qui observent des règles juridiques". Ses affiliations théoriques le classent dans le courant du positivisme juridique, en s'appuyant sur les théories de Herbert Hart,.

## Prix
Jean-Louis Halpérin a reçu de nombreuses récompenses au cours de sa carrière, notamment : 
- Une mention au prix de thèse de l'Association des historiens des facultés de droit en 1987[12],
- Le prix Koenigswarter, avec Frédéric Audren, remis par l'Académie des sciences morales et politiques pour leur ouvrage La culture juridique française. Entre mythes et réalités. XIXe – XXe siècles[13],
- La médaille Sarton de la Faculté de droit de Gand, le 29 octobre 2015[14].
- Le prix Bartolo per le scienze giuridiche e politico-sociali de l'Istituto internationale di Studi Piceni, en septembre 2023[15].
- Un doctorat honoris causa de la faculté de droit de l'Université de Lisbonne, en octobre 2023 pour l'ensemble de sa carrière[16].
- Une médaille d'argent du CNRS, en février 2024[17].

## Publications
Il est l'auteur de très nombreux articles scientifiques, dont de nombreux ouvrages publiés :
- Le Tribunal de cassation et les Pouvoirs sous la Révolution (1790-1799), Paris, LGDJ, 1987
- L’Impossible Code civil, Paris, PUF, coll. “ Histoires ”, 1992
- Histoire du droit privé français depuis 1804, Paris, PUF, coll. “ Droit fondamental ”, 1996 et 2e éd. coll. Quadrige, 2001
- Le Code civil, Paris, Dalloz, coll. “ Connaissance du droit ”, 1996, english translation, The French Civil Code, Cavendish, 2006
- Entre nationalisme juridique et communauté de droit, Paris, PUF, coll. Les voies du droit, 1999
- Histoire des droits en Europe de 1750 à nos jours, Paris, Flammarion, 2004, éd. Champs 2006
- Avec Naoki Kanayama, Droit japonais et Droit français au miroir de la modernité, Paris, Dalloz, 2007
- Avec Patrick Arabeyre et Jacques Krynen (dir.), Dictionnaire historique des juristes français, Paris, PUF, 2007 (2nde éd. : 2015)
- Avec Olivier Cayla (codirection), Dictionnaire des grandes œuvres juridiques, Paris, Dalloz, 2008
- Histoire du droit des biens, Paris, Economica, 2008
- Profils des mondialisations du droit, Paris, Dalloz, 2009
- Portraits du droit indien, Paris, Dalloz, 2012
- Avec Frédéric Audren, La Culture juridique française, entre mythes et réalités : XIXe – XXe siècles, Paris, CNRS éd., 2013
- Five legal Revolutions since the 17th century: An Analysis of a global legal History, Springer, 2014
- Histoire de l'état des juristes : Allemagne, XIXe – XXe siècles, Paris, Classiques Garnier, 2015
- L'Affaire Benetton, une querelle d'affichage entre la France et l'Allemagne, Paris, Lextenso, 2017
- Introduction au droit, Paris, Dalloz, 2017
- Avec Frédéric Audren et Anne-Sophie Chambost, Histoires contemporaines du droit, Paris, Dalloz, 2020
- Une histoire des droits dans le monde, Paris, CNRS éditions, 2023